# Camfrog
Camfrog este un client de video chat care suportă comunicarea bidirecțională și video conferințe. De asemenea, este posibil să se lucreze prin routere si firewall-uri. Acesta este optimizat pentru video de înaltă calitate și audio. Ambele sunt accesibile în virtutea unui canal de bandă largă. Există, de asemenea, textul disponibil și formele de comunicare audio în afară de filme. Un utilizator camera de chat pot gasi tot ce vorbesc în timp ce în camera de chat. Acesta poate fi lecții de muzică sau de comunicare cu străinii, în orice formă accesibilă pentru el. Interfața programului este exact aceeași ca în toate aceste mesageri. Există, de asemenea, capacitatea de a crea nu numai camera ta, dar, de asemenea, de a utiliza o parolă pentru a vă conecta la ea. Noi contacte sunt adăugate de către un singur clic. 

## Caracteristici principale
- Schimb de mesaje în orice formă
- Mai multe camere de chat
- Capacitatea de a crea propriul număr și parola pentru a
- Te poti autentifica folosind profilul de pe Facebook doar
- Apeluri video de o calitate 720p.